# Enanos mezquinos
Los Noegyth Nibin (Enanos Mezquinos en sindarin) son un pueblo fantástico creada por el escritor británico J. R. R. Tolkien para las historias de su legendarium.  

## Historia
Los Enanos Mezquinos fueron un grupo de Enanos de Beleriand. Exiliados de sus hogares como Nogrod, durante la Paz de Arda, fueron los primeros Enanos en entrar en Beleriand, donde los inconscientes Sindar los cazaban como a bestias. Esto motivó que los Enanos se aislaran, pues temían a las demás razas, odiando por igual tanto a los Orcos como a los Eldar.
Excavaron moradas en Amon Rûdh y Nulukkizdîn, pero decayeron antes de que los Noldor retornaran a la Tierra Media. Fue en estas últimas cavernas en las que mucho tiempo después Finrod construyó su fortaleza oculta de Nargothrond. Por haberles quitado sus tierras, los Noldor fueron odiados también por los Enanos Mezquinos.
En el siglo V de la P. E.. los únicos Noegyth Nibin que quedaban vivos eran Mîm, (que traicionó a Túrin y a sus proscritos, encontrando después la muerte a manos de Húrin), y sus dos hijos.